# This Is Cave Music
This Is Cave Music (с англ. — «Пещерная музыка») — второй альбом американского джаз-трио Moon Hooch, выпущенный 16 сентября 2014 года на лейбле Hornblow/Palmetto Records. В отличие от их самостоятельно изданного дебюта, этот альбом включает вокал, синтезаторы и пост-обработку.

## Описание
Предыдущий альбом группы, названный Moon Hooch, был выстроен вокруг смеси инструментального джаза и инди-рока. Эта смесь перешла и во второй альбом группы, к которой добавились вокал и сильное влияние электронной танцевальной музыки. Несмотря на это, группа продолжила использовать акустические инструменты, такие как бас-кларнет и различные саксофоны.

## Критика
Мэтт Коллар из AllMusic оценил This Is Cave Music в 4 балла из 5, написав, что у группы получился «запоминающийся, многослойный альбом, перетекающий из синти-попа 80-х в дабстеп и авангардную инструментальную музыку». Обозреватель NBR, Макс Левенсон, отметил, что альбом ознаменовал собой новый этап в творчестве группы: музыканты стали исполнять более сдержанную музыку со значительным вниманием к деталям.

## Список композиций
Все песни написаны Moon Hooch.
| №                   | Название            | Длительность |
| ------------------- | ------------------- | ------------ |
| 1.                  | «Number 6»          | 5:15         |
| 2.                  | «Mountain Song»     | 3:54         |
| 3.                  | «5-Sax Piece»       | 4:05         |
| 4.                  | «Rainy Day»         | 2:58         |
| 5.                  | «EWI»               | 4:22         |
| 6.                  | «St. Louis»         | 4:01         |
| 7.                  | «Bari 3»            | 3:42         |
| 8.                  | «Why Not?»          | 4:28         |
| 9.                  | «Contra Dubstep»    | 5:02         |
| 10.                 | «Milk and Waffles»  | 4:35         |
| Общая длительность: | Общая длительность: | 42:22        |

## Участники записи
- Джеймс Мушлер — барабаны и перкуссия;
- Майк Уилбур — тенор-саксофон, вокал;
- Венцель Макгоуэн — баритон-саксофон, контрабас, кларнет, электронный духовой синтезатор.